# Томас, Майкл (писатель)
Майкл Томас (англ. Michael Thomas, род. в Бостоне, Массачусетс, США) — американский писатель, преподаватель литературы и искусства письма Хантер колледжа Городского университета Нью-Йорка (CUNY). В 2009 году стал лауреатом Дублинской международной премии Impac за свой дебютный роман «Man Gone Down» (2007).

## Биография
Майкл Томас родился и вырос в негритянской семье в Бостоне. Его мать Тельма выросла в Виргинии, где была сильна расовая сегрегация, а отец — Дэвид Милтон Томас (ум. 2006) — родился и жил в Бостоне, где закончил Бостонский университет (специализируясь на философии). Отец был большим книголюбом и дом был полон книг. В семье было три ребёнка, Майкл был младшим. Однако в 1976 году родители разошлись.
После школы Майкл поступил в Коннектикутский колледж (англ. Connecticut College), но бросил его в первом семестре, путешествовал по Европе, после чего ещё раз попытался учиться, но бросил. Со школьных лет писал стихи, которые, однако, никому не показывал. Именно в Коннектикутском колледже Майкл подружился с Мишель, которая специализировалась на танцах. Вместе они уехали в Нью-Йорк и в 1993 году поженились.
В Нью-Йорке Майкл потрудился на различных работах: посыльным, на стройке, в ресторане, пытался петь в барах и клубах. Поступил в Хантер колледж (англ. Hunter College) Городского университета Нью-Йорка (англ. City University of New York, CUNY), где получил степень бакалавра. Затем продолжил обучение в Университете Брауна (англ. Brown University), где начал снимать небольшие фильмы, а магистратуру (по искусству письма) закончил в Колледже Уоррена Уилсона (англ. Warren Wilson College, Северная Каролина).
В настоящее время работает преподавателем литературы и курса по искусству письма (англ. creative writing) в alma mater — Хантер колледже.
Живёт в Бруклине. Жена Мишель. Имеет троих детей (дочь и два сына).

### Беллетристика
- 2007 — роман «Man Gone Down» ("Павший" / "Упавший человек") (Black Cat (Imprint of Grove/Atlantic), 431 p. — ISBN 978-0-8021-7029-3).

Роман вошёл в несколько списков лучших книг года:
— New York Times Top Ten Best Books of 2007;
— New York Times Notable Books of 2007;
— San Francisco Chronicle Notable Book of 2007;
— Spring/Summer 2008 Book Sense Best Reading Group title.
В 2009 году получил международную литературную премию Impac (англ. International IMPAC Dublin Literary Award).

### Публицистика
- I Was Not Michael Jackson // The New York Times. June 27, 2009. (англ.) — 28.08.2009.